# Имелда Маркос
Имелда Ромуалдес Маркос (на тагалог: Imelda Romualdez Marcos; родена Имелда Ремедиос Виситасион Ромуалдес, на испански: Imelda Remedios Visitación Romuáldez) е вдовица на бившия президент на Филипините Фердинанд Маркос. Тя служи като първа дама на страната си в периода 1965 – 1986 г. Смята се, че двамата незаконно са присвоили няколко милиарда долара, повечето от които все още не са открити. Богатството ѝ към 1979 г. е оценено на 24 млрд. долара, а днес възлиза на поне 30 млрд. долара. Става известна с многохилядната си колекция от обувки.
Имелда се жени за Фердинанд през 1954 г., който ѝ предлага брак единадесет дни след запознанството им. През 1965 г. Фердинанд става президент на страната, а тя – първа дама. Навикът ѝ да предприема многобройни грандиозни архитектурни проекти с публични средства превръща името ѝ в нарицателно за разхищение във Филипините.
Тя и семейството ѝ става печално известно с охолния си живот през период, когато страната е в икономическа криза и бушуват граждански протести. Тя прекарва голяма част от времето си в чужбина, на държавни визити, екстравагантни балове и харчи голяма част от държавните пари по лични вещи.
Жълтата революция през февруари 1986 г. сваля режима на Маркос и го принуждава да избяга в изгнание на Хаваите. През 1991 г. президентът Корасон Акино позволява на семейството на Маркос да се завърне във Филипините, след като Маркос умира през 1989 г. Имелда Маркос е избрана четири пъти в Палатата на представителите на Филипините.
Тя и съпругът ѝ са известни с това, че държат рекорд на Гинес за „най-голям обир на правителство“. През ноември 2018 г. тя е обвинена в корупция за действията си отпреди четиридесет години, когато служи като губернатор на метрополния регион на Манила.